# Slavko Dedić
Slavko Dedić (n. 25 martie 1979, Podgorica, RSF Iugoslavia) este un jucător de șah din Muntenegru. A participat la zeci de turnee internaționale, inclusiv la Campionatul European 2009. Dedić este membru al clubului de șah „Šahmatik” din Budva. În 2014, Slavko Dedić a devenit arbitru național de șah.
În timpul copilăriei sale, Slavko Dedić a fost înotător premiant al Școlii de înot Sutomore în 1986. Dar, la vârsta de 14 ani, Dedić a început să joace șah, iar primul său turneu a fost Campionatul de la Podgorica din 1997. La campionatul individual din Muntenegru din 2002 la Nikšić, Slavko Dedić a câștigat titlul de Candidat de Maestu FIDE.
În timpul carierei sale profesioniste, Dedić a jucat 643 de jocuri la nivel național și internațional. Palmaresul său este de 204 victorii, 75 de egaluri și 364 de partide pierdute. Dedić a participat la cel de-al 10-lea Campionat European Individual de Șah din 2009 în Budva. La turneul internațional „Trofeul Belgradului 2011” de la Obrenovac, Slavko Dedić a reușit să câștige în fața jucătorului francez de șah Arnaud Payen.
Un an mai târziu, Slavko Dedić a obținut cel mai important rezultat în cariera sa, în timpul celei de-a doua ligi din Muntenegru din Andrijevica. Ca membru al clubului de șah situat pe poziția a doua „Šahmatik”, a câștigat șase meciuri, cu două egaluri și fără nicio înfrângere. Cu șapte puncte, el a fost cel mai bun jucător al turneului.
În 2014,= Dedić a participat la prestigiosul Open de primăvară din Belgrad, care s-a bucurat de un interes imens din partea mass-media.

### Arbitraj
La sfârșitul lui 2014, Slavko Dedić a primit acreditarea de arbitru de șah din partea Federației de Șah din Muntenegru. Debutul său în calitate de arbitru a avut loc în iunie 2016, la turneul blitz „7 octombrie” de la Podgorica.

## Viata privată

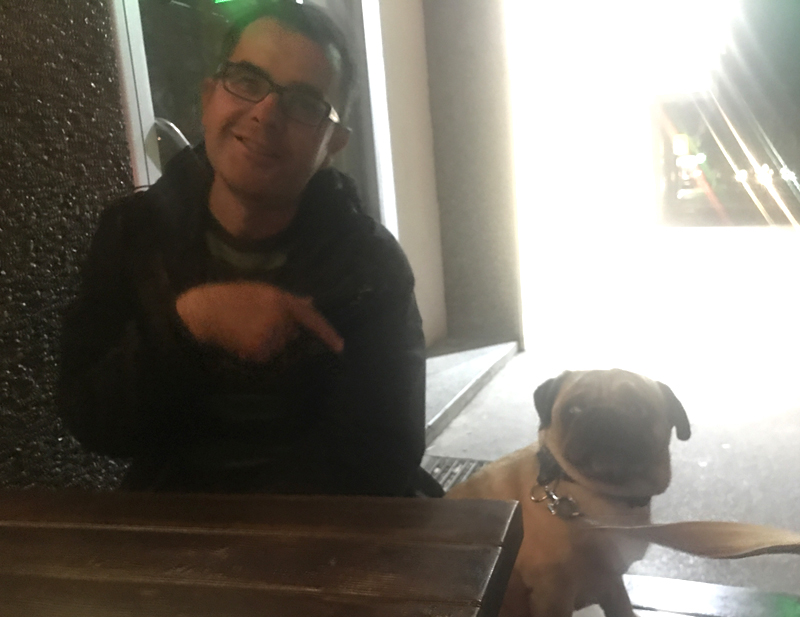
Slavko Dedić cu un mops, 2017

Este de profesie jurist și a lucrat în Curtea Magistraților din Podgorica. În cursul anului 2013, Dedić a fost candidat pentru inspector în unitatea specială de poliție din Muntenegru.